# Ásgard

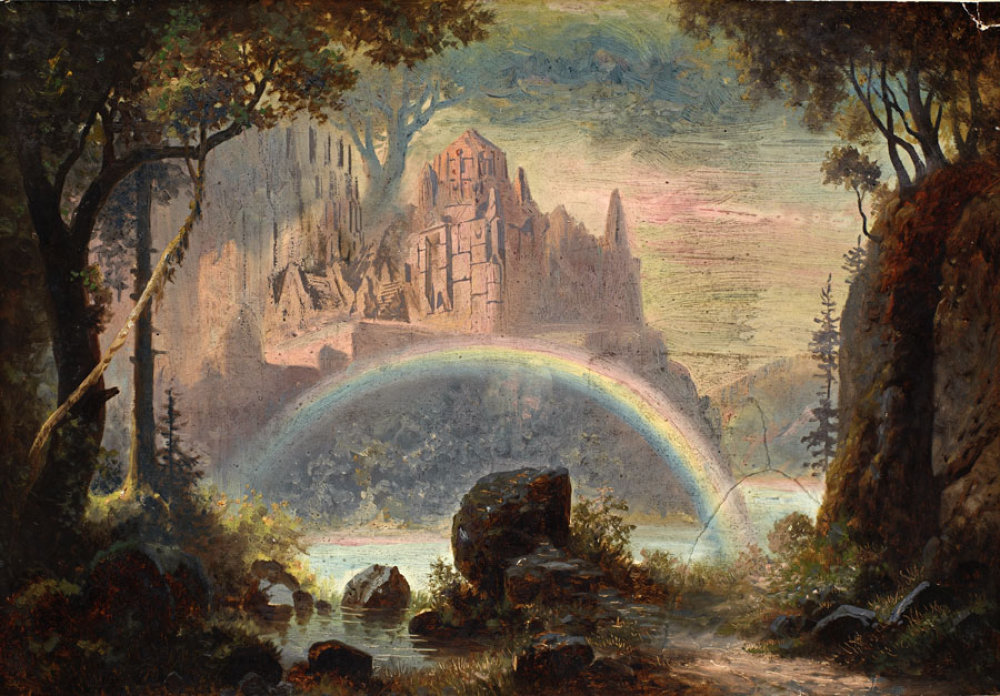
Walhalla – Hermann Burghart

Ásgard (Asgard, staroseversky: Ásgarðr, islandsky: Ásgarður, starorusky: Асград, Asgrad) byl severský „ráj“, domov bohů Æsir (Ásů). Místo všech spravedlivých odvážných lidí, kterým je dovoleno žít po boku Ásů. Lidé, jejichž cílem byl Ásgard, vždy v životě zanechali něco pozitivního. Ásgardu vládne nejstarší Ás Ódin. Žije s manželkou Frigg v síni celé ze stříbra, která se jmenuje Valaskjalf. Kromě Valaskjalfu mu patří i Valhalla – velká dvorana určená pro padlé na bitevním poli, spravovaná Valkýrami. Podle legend je Ásgard spojen duhovým mostem, který se jmenuje Bifröst, s Midgardem. Most hlídá Ódinův syn, bůh Heimdall.

## Dvanáct pevností Ásgardu
Pořadí jako v Písni o Grímnim (Grímnismál)
- Bilskirnir – Thorova pevnost v Thrúdheimu
- Ydalir – Ullova pevnost
- Valaskjalf – Váliho pevnost s Odinovým trůnem Hlidskjalfem (ten je však přisuzován i Valhalle)
- Sökkwabeck – pevnost Ságy
- Gladsheim – Odinova pevnost, kde se nachází též Valhalla
- Thrymheim – Skadiina pevnost
- Breidablik – Baldrova pevnost
- Himinbjörg – Heimdallova pevnost
- Folkwang – Freyna pevnost se sálem Sessrumnir
- Glitnir – Forsetiho pevnost
- Nóatún – Njördova pevnost
- Landwidi – Vídarova pevnost

## Přenesený význam v biologické systematice
V roce 2010 byly ze Severního ledového oceánu vyzvednuty vzorky genetického materiálu, z nichž byl poté popsán taxon archeí (Archaea) a nazván Asgard. Je prokázáno, že předchůdci této skupiny stáli u vzniku eukaryotické buňky. Kromě samotných eukaryot (Eukaryota) byly v rámci skupiny Asgard popsány taxony Odinarchaeota, Thorarchaeota, Lokiarchaeota, Heimdallarchaeota či Helarchaeota, které dostaly jména právě podle bohů z Ásgardu.